# Lolita
Lolita é um romance de 1955 escrito pelo romancista russo-americano Vladimir Nabokov que aborda o controverso tema da hebefilia: o protagonista Humbert Humbert, narrador não confiável da história, é um professor de literatura francesa que sente atração sexual por pré-adolescentes. No decorrer do romance, ele descreve sua obsessão por Dolores Haze, uma menina de 12 anos que ele sequestra e abusa sexualmente após se tornar seu pai adotivo. Ele se refere a ela como uma "ninfeta" e passa a chamá-la de "Lolita", diminutivo espanhol do nome Dolores. O romance foi originalmente escrito em inglês, mas receio de que ele fosse censurado nos EUA (onde Nabokov vivia) e na Inglaterra o levou a ser publicado primeiro em Paris, em 15 de setembro de 1955, pela Olympia Press. Mais tarde foi traduzido para russo pelo próprio Nabokov, e publicado em Nova Iorque em 18 de Agosto de 1958.
Lolita rapidamente alcançou um status de clássico. Hoje é considerado uma das principais realizações na literatura do século XX, embora também uma das mais controversas. O romance foi adaptado para um filme por Stanley Kubrick em 1962, e novamente em 1997 por Adrian Lyne. Também foi adaptado várias vezes para o palco e tem sido o assunto de duas óperas, de dois balés, e de um aclamado mas comercialmente malsucedido musical da Broadway. Sua assimilação na cultura popular é tal que o nome "Lolita" tem sido usado para sugerir que uma menina é sexualmente precoce.
Lolita está incluído na lista dos 100 melhores romances em língua inglesa da revista Time publicados entre 1923 até 2005. É também quarto na lista de 1998 da Modern Library dos 100 melhores romances do século XX, e está listado na Bokklubben World Library, uma coleção de 2002 dos mais célebres livros na história. Em 2003, o livro foi listado na pesquisa The Big Read da BBC dos 200 "romances mais amados" do Reino Unido.

## Enredo
A história começa com um prefácio fictício escrito por John Ray, Jr., Ph.D., um editor de livros de psicologia. Nele, Ray escreve que está apresentando os detalhes de uma memória intitulada The Confession of a White Widowed Male escrita por um acadêmico literário de mista etnicidade europeia que morreu recentemente em uma prisão americana de doença cardíaca coronariana enquanto esperando seu julgamento por assassinato. O autor da memória usa o pseudônimo Humbert Humbert para referir a si mesmo no manuscrito. Humbert começa a memória com sua infância parisiense e termina isso com sua encarceração. Ray diz que ele recebeu a memória do advogado de Humbert, C.C. Clark, e adiciona que ele (Ray) tem mudado os nomes das pessoas mencionadas nela para proteger suas identidades exceto por um: "Lolita", o apelido que Humbert usou para referir a jovem menina com quem ele estava sexualmente obcecado. Ray nota que Lolita morreu em 1952 enquanto dando à luz para uma menina natimorta no Dia de Natal enquanto casada com Richard Schiller, presumivelmente o pai de sua filha.

### Parte Um
Após perder sua mãe em uma jovem idade, Humbert tem uma rica infância vivendo no hotel de seu rico pai. Na idade de 13, Humbert tem um precoce relacionamento com uma menina de sua idade, Annabel Leigh, mas sua família se move longe antes que eles tenham a chance para ter sexo completo. Annabel morre logo depois de tifo. Seguindo isso, Humbert descobre que ele tem uma fixação hebefílica com certas meninas de idades de 9 para 14 quais ele identifica como ninfetas, citando seu encontro com Annabel como a causa.
Humbert visita muitas prostitutas como um jovem adulto, mas é insatisfeito a menos que elas assemelhem uma ninfeta. Ele eventualmente casa com uma mulher polonesa nomeada Valeria para dissipar suspeitas de sua hebefilia. Humbert planeja migrar para os Estados Unidos e deixar ela após vários anos de casamento, apenas para o casamento se dissolver de qualquer jeito após ela admitir em ter um caso. Mais tarde, Humbert sofre um colapso mental e se recupera em um hospital psiquiátrico. Em cima de sua soltura, ele se muda para os Estados Unidos para escrever, vivendo com um subsídio deixado por um rico tio em retorno por escrever anúncios de perfumes. Após um ano ligado em uma expedição ártica, o único tempo em sua vida que ele afirma para ter estado livre de seu torturado anseio, Humbert sofre outro colapso mental, e aprende a manipular os psiquiatras enquanto ele se recupera.
Aliviado de seus deveres de perfumes enquanto ainda intitulado para o subsídio, Humbert planeja se mudar para América do Sul para tomar vantagem das frouxas leis relacionando a idade de consentimento. Entretanto, ele é oferecido para embarcar e se hospedar com a família McCoo, vivendo na fictícia cidade da Nova Inglaterra de Ramsdale, e ele aceita puramente porque eles têm uma filha de 12 anos de idade quem ele planeja para espionar. Em cima de sua chegada ele descobre que a casa deles tinha pegado fogo; Charlotte Haze, uma rica viúva de Ramsdale, oferece para acomodar ele em vez disso e Humbert visita sua residência apenas por polidez. Ele inicialmente planeja declinar a oferta de Charlotte, mas concorda em alugar quando ele vê sua filha de 12 anos de idade, Dolores, quem Charlotte chama Lo. Humbert é instantaneamente acometido, e fantasia constantemente sobre Lo. Charlotte e Dolores têm uma venenosa relação e frequentemente argumentam, enquanto Humbert encontra a si mesmo cada vez mais obcecado com Dolores e privadamente apelida ela Lolita. Sob um curso de um único mês a vida inteira de Humbert vem a girar em torno de se masturbar para pensamentos de Lolita. Ele começa um diário em qual ele registra suas fantasias obsessivas sobre Dolores, enquanto também expressando sua repugnância por Charlotte quem ele vê como um obstáculo para sua paixão. Um domingo de manhã, enquanto Charlotte está fora da casa, Dolores e Humbert engajam em uma interação de algum jeito flertante, acabando com Lolita sentando no joelho de Humbert. Humbert usa a interação para trazer a si mesmo para ejacular, o que Dolores aparentemente não nota.
Charlotte decide enviar Dolores para o acampamento de verão, onde ela irá permanecer por três semanas. No dia de sair, Lolita corre de volta as escadas e beija Humbert nos lábios, antes de retornar para o carro. A empregada da casa dá para Humbert uma carta de Charlotte logo depois, em qual ela confessa que ela tinha se apaixonado por ele. Ela adiciona que se ele não a amar de volta ele deve se mudar fora imediatamente. A solução de Humbert para esse dilema é casar com Charlotte, por razões puramente instrumentais – isso irá deixar ele permanecer perto de Dolores e mesmo deixar ele inocentemente acariciar ela fora do fingido amor quase paternal. Mais tarde, Charlotte expressa seu plano para enviar Dolores para uma escola interna quando ela retornar do acampamento. Humbert contempla assassinar Charlotte para permanecer perto de Dolores, e mesmo indo perto para afogar ela no lago da cidade, mas pára antes de levar isso adiante. Humbert em vez disso adquire fortes sedativos do doutor da cidade, planejando para colocar ambas Hazes para dormir para que então ele possa molestar Dolores na noite. Uns poucos dias mais tarde entretanto, Charlotte encontra o diário de Humbert e furiosamente confronta ele, contando-o que ele nunca irá ver Dolores novamente. Enquanto Humbert prepara um drink para ela, Charlotte corre fora da casa para enviar as cartas que ela tinha escrito para amigos sobre a luxúria de Humbert por Dolores, mas é morta por um carro passando. Humbert recupera as cartas da cena do acidente e então destrói elas. Mais tarde, ele convence os amigos e vizinhos de Charlotte que ele deveria cuidar de Dolores como ele é agora padrasto dela.
Humbert busca Dolores do acampamento e mente para ela, contando que Charlotte está doente e tinha sido hospitalizada. Ele então leva ela para um hotel de fim de estrada que Charlotte tinha inicialmente recomendado. Humbert se sente culpado sobre conscientemente estuprar ela, e então engana ela para tomar os sedativos em seu sorvete. Como ele espera para a pílula tomar efeito, ele vagueia através do hotel e encontra um homem anônimo quem, desconhecido para Humbert, é em fato o famoso dramaturgo Clare Quilty, um amigo da agora falecida Charlotte. Quilty reconhece Dolores, e sem revelar qualquer coisa fala ambiguamente sobre sua "filha". Humbert desculpa a si mesmo da conversa e retorna para o quarto de hotel. Lá, ele descobre que o doutor enganou ele com uma droga leve como Dolores está apenas sonolenta e acorda frequentemente, entrando e saindo do sono. Ele não se atreve a tocá-la naquela noite. Na manhã, Lo revela para Humbert que ela na verdade já tinha perdido sua virgindade, tendo engajado em atividade sexual com um menino mais velho em um diferente acampamento um ano atrás na idade de 11. Humbert engana ela para acreditar que ele não tem conhecimento do jogo sexual e isso não é algo que adultos fazem. Ela quer mostrar para ele, e então ele tem sexo com ela. Enquanto dirigindo no dia seguinte, Dolores está ambiguamente desconfortável e insiste em chamar sua mãe de um telefone pago; é apenas então que Humbert finalmente revela para Dolores que sua mãe está morta.

### Parte Dois
Humbert e Dolores começam a viajar através do país, dirigindo todo o dia e permanecendo em motéis. Para evitar que Dolores fosse para a polícia ou fugisse, Humbert aponta que ela iria provavelmente acabar em um orfanato administrado pelo estado se ela deixá-lo, um prospecto qual aterroriza ela. Ele  a manipula com presentes em dinheiro e roupas em retorno por favores sexuais. Completamente paranoico sobre a situação e cada vez mais ciumento de seus flertes com outros, Humbert controla os movimentos de Dolores cuidadosamente e proíbe ela de se associar com outros adolescentes. Após um ano viajando pelos Estados Unidos, Dolores pressiona Humbert para se instalar, e então ele a leva para a (fictícia) cidade da Nova Inglaterra de Beardsley, onde ele a matricula na escola de meninas local. Humbert relutantemente garante para Dolores permissão para se unir a peça da escola qual, desconhecida para Humbert, foi escrita por Quilty. A situação de vivência entre os dois cresce cada vez mais tensa, irrompendo em uma briga antes da noite de abertura da peça. Humbert agarra Dolores pelo pulso e machuca ela durante a briga, e enquanto ele está distraído por uma vizinha ela foge do apartamento. Humbert a persegue e encontra ela usando um telefone público em uma farmácia. Enquanto falando com ela, Humbert descobre que Dolores tinha tido uma completa mudança de coração. Ela decide não participar na peça da escola e pede para Humbert para levar ela em outra viagem cross-country. Humbert ansiosamente concorda. De volta ao apartamento, Lo está inusualmente flertante e ele tem sexo com ela uma vez mais.
Enquanto em sua segunda viagem de estrada, Humbert começa a suspeitar que um motorista está seguindo eles. Ele jura que vê Dolores falando com um homem que ele dificilmente reconhece dirigindo um auspicioso carro vermelho, e em outra ocasião Dolores parece sabotar seu esforço de confrontar o homem. Mais tarde, Humbert deixa Dolores em um hotel no Texas para mandar recados, retornando para descobrir o cabelo desgrenhado e a maquiagem borrada de Dolores. Ele fortemente suspeita que ela tem tido sexo com outro homem enquanto ele estava fora, mas ele não tem nenhum caminho para provar isso. Nas montanhas Colorado, Dolores cai doente e Humbert leva ela para um hospital enquanto ele permanece em um motel nas proximidades. Após vários dias, ele contacta uma enfermeira no hospital para indagar sobre a condição de Dolores; ele está surpreso quando a enfermeira diz para ele que ela tinha já saído dias atrás. Um "tio" tinha pagado sua conta e levado ela para casa de seu "avô"; Humbert sabe que Lolita não tem parentes vivos e ele imediatamente embarca em uma frenética busca para encontrar Dolores e seu raptor, mas finalmente falha.
Para os próximos dois anos, Humbert dificilmente sustenta a si mesmo em um relacionamento moderadamente funcional com uma notória alcoólatra californiana nomeada Rita. Profundamente depressivo, Humbert recebe uma carta dos residentes de Ramsdale, que tinham sabido que Dolores havia estado desaparecida e estão pressionando por respostas. Sabendo que sua situação é precária e contemplando o que fazer, Humbert eventualmente recebe outra carta – é de Dolores, agora com 17 anos, contando para ele que ela está casada, grávida, e em desesperada necessidade de dinheiro. Dolores diz para ele entregar $400 em dinheiro para sua residência na cidade de Coalmont, onde ela vive com seu marido, Richard Schiller. Ela não providencia para Humbert com seu endereço de rua. Humbert antes que mais nada imediatamente deixa Nova Iorque por Coalmont; ele acredita que Schiller é o raptor e planeja em assassinar ele tão breve como possível. Ele rastreia Dolores e encontra ela vivendo em uma casa de ripa com seu marido, que não é o raptor. Humbert e Dolores estranhamente discutem a nova vida de casada dela, Dolores passando Humbert como seu real pai para seu marido e alegremente fingindo que seu passado nunca aconteceu. Humbert não mais sente qualquer atração sexual para a agora madura Dolores, mas antes que mais nada percebe que ele ainda está apaixonado por ela. Ele dá para ela muito dinheiro como dez vezes o que ela tinha pedido, e então pede para ela abandonar sua vida e sair com ele. Ela aceita o dinheiro mas firmemente recusa a oferta de uma vida juntos. Como ele está saindo, Dolores revela para Humbert que foi Quilty que levou ela do hospital, e que ela voluntariamente partiu porque ela estava apaixonada por ele. Após mudar para um rancho de um amigo por um período, Quilty tentou fazer dela uma estrela em um de seus filmes pornográficos. Ela recusou, e então ele expeliu ela do rancho. Após isso, ela apoiou a si mesma trabalhando como uma garçonete. Humbert sai em lágrimas, resolvendo rastrear e matar Quilty.
Retornando para Ramsdale, Humbert visita o tio de Quilty, que é um dentista local, e descobre a locação da mansão de Quilty. Humbert chega na mansão para encontrar um lar hedonista com a porta da frente destrancada, e Quilty sob a influência de drogas. Quilty a princípio pensa que Humbert é um homem da companhia de telefone, então apenas outro ator ou socialite tomando vantagem de sua generosidade. Mesmo após Humbert revelar a si mesmo e seu propósito, Quilty ainda dificilmente leva Humbert seriamente e apenas após umas poucas brigas ele tenta dissuadir Humbert de matar ele. Eventualmente, Humbert atira em Quilty em uma perseguição ao redor da mansão; ele sai como um grande número de convidados de Quilty chegam, que também não tomam a ideia do assassinato de Quilty seriamente. Mais tarde, Humbert permite a si mesmo ser capturado pela polícia enquanto dirigindo imprudentemente em um torpor.
Em seus pensamentos finais, Humbert expressa sua crença de que ele é culpado de estupro estatutário, mas todas as outras acusações contra ele mesmo devem ser rejeitadas. Ele reafirma seu amor por Lolita, e pede para sua Confissão ser retida do lançamento público até após sua morte.

## Descrições de personagens
- Clarence Choate Clark, Esq. – Advogado de Humbert e primo de John Ray Jr., agora trabalhando no Distrito de Columbia. Ele é mencionado no Prefácio.
- John Ray, Jr., Ph.D. – Narrador do Prefácio de Lolita. Ele é o primo de Clarence Clark, que pediu a ele para editar a memória de Humbert Humbert. Ele foi recentemente premiado com Poling Prize pelo livro, "Do the Senses make Sense?" Ray não quer glorificar HH, mas acredita que Lolita pode ser descrito pela palavra "ofensivo" qual é "um sinônimo para 'incomum'; e uma grande obra de arte é claro sempre original."[4]
- Humbert Humbert (H.H.) – Protagonista e narrador de Lolita. Ele nasceu em Paris em 1910 e morreu em 16 de novembro, 1952 de insuficiência cardíaca, uns poucos dias antes de seu julgamento. Seu pai era francês e austríaco, um cidadão suíço, e dono de um hotel na Riviera. Sua mãe era inglesa e morreu em um piquenique por um raio quando ele tinha três anos. Ele se apaixonou em sua adolescência com uma menina nomeada Annabel e sua morte o marcou, amaldiçoando ele para sempre amar meninas naquele grupo de idade. Após muitas mulheres, ele finalmente encontra a menina de 12 anos que ele ama, Lolita. Ele não se torna auto-consciente de seus crimes até o fim do romance. Ele escreve sua memória, Lolita, em uma cela de prisão, enquanto esperando seu julgamento por assassinar Clare Quilty.
- Annabel Leigh – Primeiro amor de Humbert quando ele tinha 13 anos. Ela era metade inglesa, metade holandesa. Ela ficou no hotel do pai de Humbert durante um verão com seus estritos pais. Ela e Humbert quase tiveram relações em duas separadas ocasiões, mas ambos foram interrompidos. No fim do verão, ela saiu com sua família e quatro meses depois ela morreu de tifo em Corfu.
- Monique – Prostituta de 16 para 17 anos de H.H. que teve relações com Humbert três vezes. Fora de todos os eventos sexuais com prostitutas em sua vida, ela trouxe a ele mais prazer, devido ao seu nínfico eco. Ele cancelou seu último encontro porque ela parecia para estar ficando mais velha cada vez que ele via ela, e ele queria preservar sua memória dela naquele estado.
- Valeria – Filha de um médico polonês, que trata H.H. por tonturas e taquicardia. Valeria está em seus tardios vinte para início dos trinta (Humbert não está particularmente certo devido para um mau passaporte). Humbert decide casar com ela porque ele sente como uma esposa poderia florescer dentro dele moral que ele carece e mantêm seu impulso sexual sob controle. Ela age como uma pequena menina, qual Humbert gosta, entretanto, ela é ainda uma mulher e ele não gosta de ter sexo com ela a menos que haja uma extrema necessidade. Seu casamento dura de 1935–1939. Após Humbert contar a Valeria que estão mudando para América, Valeria admite que ela estava tendo um caso com um motorista de táxi, que ela foge com. Ela morre em 1945 enquanto dando à luz.
- Maximovich – Um motorista de táxi e aventura de Valeria. Ele é um "encorpado ex-coronel Branco russo com um bigode e um equipado corte," diz Humbert, "curto mas de largos ombros Maximovich parecia feito de ferro-gusa." Ele é muito simpático e educado para Humbert como ele leva Valeria para longe. Muito mais tarde em vida, ele e Valeria mudam para Califórnia e participam em um bem pago, longo ano de experimento conduzido por um etnólogo americano, onde eles, junto com outros participantes, tiveram que comer bananas e tâmaras em uma constante posição de quatro. Humbert estava satisfeito por estas notícias.
- A Família McCoo – Primos de Humbert que estavam indo deixar Humbert viver com eles na América após ele dar o fora da reabilitação para relaxar. Humbert estava também excitado para conhecer sua filha ninfeta. Quando ele chegou em sua pequena cidade de Ramsdale, entretanto, ele descobre que a casa dos McCoo tem sido incendiada e que ele tem que viver com uma vizinha, Sra. Haze.
- Louise – A empregada doméstica das Haze.
- Sra. Haze ou Charlotte Haze – Mãe de Lolita. Uma mulher em seus trinta e poucos com simples mas não sem atrativos recursos, que assemelha Marlene Dietrich e também fuma como ela. Ela e Lolita têm apenas vivido em Ramsdale por cerca de dois anos. Ela é muito estrita com Lolita e não parece gostar dela ao redor da casa, especialmente com Humbert lá. Ela manda Lolita para um acampamento de verão e propõe escola interna. Charlotte se apaixona com Humbert por causa de seu charme europeu, e eles casam após ela dar para ele o ultimato para ficar e casar ou sair e nunca voltar mais. Ela também quer saber de todas as mulheres que H.H. tem estado porque ela é ciumenta. Mesmo após saber que Humbert é um ninfolepto, Charlotte explica em uma das três cartas que ela deve considerar reunir com ele um dia. Como ela corre atravessando a rua para enviar estas cartas, ela é morta por um carro. Charlotte aparece para ter sempre desejado para ser uma sofisticada europeia, mas ela estava presa em um corpo e mente americana.
- Frederick Beale, Jr. – O homem que atingiu Charlotte com seu carro e matou ela. Ele explica para Humbert que isso foi toda sua culpa porque ela correu na frente dele.
- Dolores Haze (Lolita) – O objeto da obsessão de Humbert. Ela é uma ninfeta de 12 anos, filha de Charlotte Haze, flertiva, e brincalhona. Humbert se apaixona por ela na primeira vista na piazza das Haze, onde ela está semi-nua usando óculos de sol. Ela inicialmente tem uma queda em Humbert. Entretanto, ela vai para o acampamento de verão e quase esquece sobre Humbert enquanto brincando ao redor com um menino nomeado Charlie. Ela também tem uma enorme queda em um dramaturgo, Clare Quilty. Após Humbert pegar ela do acampamento, ela seduz Humbert em um hotel chamado The Enchanted Hunters. Quando ela sabe que sua mãe está morta, ela percebe que ela está presa com Humbert e vai em uma viagem de estrada ao longo do país com ele. Ela não pode contar para as autoridades sobre Humbert porque Humbert diz que eles vão colocar ela em um lar adotivo. Humbert eventualmente matricula ela em uma escola para meninas para dar a ela uma educação. Como o tempo passa, ela vai conhecendo meninas de sua própria idade e começa agir fora, pedindo por mais dinheiro e mais liberdades em troca por favores sexuais para Humbert. Ela eventualmente escapa de Humbert com Quilty, e então mais tarde casa com Dick Schiller, de quem ela fica grávida com a idade de 17. Ela morre no Dia de Natal de 1952 durante o parto. Sua criança é uma natimorta.
- Mona Dahl – Outra menina que vai para Beardsely School for Girls de Lolita e está também na peça com Lolita. Ela parece ter uma queda em Humbert sempre que eles interagem e se diz já ter estado com um marinheiro. Ela nunca revela os segredos de Lolita para Humbert. No Prefácio, é revelado que muitos anos mais tarde ela é uma estudante em Paris.
- Sra. Pratt – A diretora da Beardsely School for Girls. Ela explica para Humbert que Lolita parece para não estar corretamente se desenvolvendo sexualmente e pede que ele informe ela e deixe ela se juntar na peça da escola.
- Gaston Godin – Ele é um bem quisto professor francês na Beardsley College. Ele joga xadrez com Humbert em sua sala cheia de imagens de pequenos meninos. Ninguém parece notar os meninos exceto por Humbert. Humbert não acha que ele é muito inteligente.
- Clare Quilty – Ele é um dramaturgo americano, nascido em Ocean City, Nova Jérsei, 1911. Lolita tem tido uma queda nele por um tempo. Sua família conhece a família dela. Ele é também um pornógrafo e pede a Lolita para participar após roubar ela longe de Humbert. Ele é assassinado por Humbert em sua própria mansão. Ele é conhecido para ser doppelganger de H.H., sofisticado e um igualmente amante de ninfetas. Sua importância não é revelada até o fim do livro.
- Rita – Humbert encontra ela após perder Lolita. Ela é uma bebedora e muito auto-consciente. Ela acredita que um dia Humbert irá deixar ela como todos os homens fizeram, e após dois anos, ele faz. Isso diz no Prefácio que ela mais tarde casou com um proprietário de um hotel na Flórida.
- Ivor Quilty – Tio de Clare Quilty, e um dentista. Ele sempre conheceu a família Haze, qual é como Clare Quilty foi para conhecer Lolita em tal jovem idade. Humbert engana Ivor por envolver ele em pequena conversa enquanto parecendo para estar recebendo tratamento dentário feito e imediatamente sai após Ivor contar para ele onde Clare vive.

## Temas eróticos e controvérsia
Lolita é frequentemente descrito como um "romance erótico", tanto por alguns críticos mas também em uma obra de referência padrão sobre literatura, Facts on File: Companion to American Short Story. A Grande Enciclopédia Soviética chamou Lolita "um experimento em combinar um romance erótico com um instrutivo romance de costumes". A mesma descrição do romance é encontrada na obra de referência de Desmond Morris, The Book of Ages. Uma pesquisa de livros para cursos de Estudos das Mulheres descreve isso como um "romance erótico tongue-in-cheek". Livros focados na história da literatura erótica tais como o de Michael Perkins, The Secret Record: Modern Erotic Literature também então classificam Lolita.
Classificações mais cautelosas têm incluído um "romance com temas eróticos" ou um de "um número de obras de literatura e arte erótica clássica, e para romances que contêm elementos de erotismo, tais como ... Ulisses e O Amante de Lady Chatterley".
Entretanto, esta classificação tem sido disputada. Malcolm Bradbury escreve "em primeiro, famoso como um romance erótico, Lolita logo ganhou seu caminho como um literário—uma tardia destilação modernista da inteira mitologia crucial". Samuel Schuman diz que Nabokov "é um surrealista, ligado para Gogol, Dostoiévski e Kafka. Lolita é caracterizado pela ironia e sarcasmo. Isso não é um romance erótico".
Lance Olsen escreve: "Os primeiros 13 capítulos do texto, culminando com a muito citada cena de Lo inconscientemente esticando suas pernas através do colo excitado de Humbert ... são os únicos capítulos sugestivos do erótico". Nabokov mesmo observa no posfácio do romance que uns poucos leitores foram "enganados. [pela abertura do livro] ... em assumir que este foi indo para ser um livro lascivo ... [esperando] a ascendente sucessão de cenas eróticas; quando estas pararam, os leitores pararam, também, e sentiram entediados".

## Estilo e interpretação
O romance é narrado por Humbert, que codifica a narrativa com jogos de palavras e suas irônicas observações da cultura americana. O estilo flamejante do romance é caracterizado por duplos sentidos, trocadilhos multilíngues, anagramas e cunhagens tais como ninfeta, uma palavra que tem desde então tido uma vida própria e pode ser encontrada na maioria dos dicionários, e o menos usado "fauno". A maioria dos escritores veem Humbert como um narrador não confiável e creditam os poderes de Nabokov como um ironista. Para Richard Rorty, em sua interpretação de Lolita em Contigency, Irony, and Solidarity, Humbert é um "monstro da incuriosidade". Nabokov mesmo descreveu Humbert como "um miserável vaidoso e cruel" e "uma pessoa odiável".
Críticos têm adicionalmente notado que, desde que o romance é uma narrativa em primeira pessoa por Humbert, o romance dá muito pouca informação sobre o que Lolita é como pessoalmente, que em efeito ela tem sido silenciada por não ser a narradora do livro. Nomi Tamir-Ghez escreve "Não é apenas a voz de Lolita silenciada, seu ponto de vista, a maneira que ela vê a situação e se sente sobre isso, é raramente mencionado e pode ser apenas suposto pelo leitor ... desde que é Humbert que conta a história ... ao longo da maioria do romance, o leitor é absorvido nos sentimentos de Humbert". Similarmente, Mica Howe e Sarah Appleton Aguiar escrevem que o romance silencia e objetifica Lolita. Christine Clegg nota que este é um recorrente tema no criticismo do romance nos anos 1990. Ator Brian Cox, que interpretou Humbert em 2009 em um monólogo de palco de um homem baseado no romance, afirmou que o romance "não é sobre Lolita como uma entidade de carne e sangue. É Lolita como uma memória". Ele concluiu que um monólogo de palco seria mais verdadeiro para o livro que qualquer filme poderia possivelmente ser. Elizabeth Janeway escrevendo em The New York Times Book Review segura "Humbert é todo homem que é dirigido pelo desejo, querendo sua Lolita tão desesperadamente que nunca ocorre para ele para considerar ela como um ser humano, ou como nada além de um sonho-invenção feito carne".
Clegg vê a não revelação do romance dos sentimentos de Lolita como diretamente ligado para o fato que seu "real" nome é Dolores e (no romance mas não no filme) apenas Humbert refere para ela como Lolita. Humbert também afirma que ele tem efetivamente "solipsizado" Lolita inicialmente no romance. Eric Lemay escreve:

A menina humana, a única notada por não-ninfomaníacas, responde para outros nomes, "Lo", "Lola", "Dolly", e, o menos fascinante de todos, "Dolores". "Mas em meus braços", afirma Humbert, "ela foi sempre Lolita". E em seus braços ou fora, "Lolita" foi sempre a criação da auto covardia de Humbert ... Como uma sirena, Humbert canta uma canção de si mesmo, para si mesmo, e intitula aquele eu e aquela canção "Lolita". ... Para transformar Dolores em Lolita, para selar esta triste adolescente dentro de sua auto almiscarada, Humbert deve negar para ela sua humanidade.

Em 2003, expatriada iraniana Azar Nafisi publicou a memória, Reading Lolita in Tehran, sobre um encoberto grupo de leitura de mulheres. Em uma entrevista para NPR, Nafisi contrasta os dolorosos e sedutores lados da personagem de Dolores/Lolita. Ela nota "Porque seu nome não é Lolita, seu real nome é Dolores qual como você sabe em latim significa dolour, então seu real nome é associado com dor e com angústia e com inocência, enquanto Lolita torna-se uma espécie de cabeça leve, sedutora, e nome arejado. A Lolita de nosso romance é ambas destas ao mesmo tempo e em nossa cultura aqui hoje nós apenas associamos isso com um aspecto daquela pequena menina e a mais crassa interpretação dela". Seguindo os comentários de Nafisi, a entrevistadora da NPR, Madeleine Brand, lista como encarnações do último lado de Lolita, "a Long Island Lolita, Britney Spears, as gêmeas Olsen, e Sue Lyon em Lolita de Stanley Kubrick".
Para Nafisi, a essência do romance é o solipsismo de Humbert e sua rasura da identidade independente de Lolita. Ela escreve: "Lolita foi dada para nós como criatura de Humbert [...] Para reinventar ela, Humbert deve tomar de Lolita sua própria história real e substituir isso com sua própria ... Ainda ela tem um passado. Apesar dos atentos de Humbert para orfanar Lolita por roubar ela de sua história, aquele passado é ainda dado para nós em relances".
Um dos campeões iniciais do romance, Lionel Trilling, advertiu em 1958 da dificuldade moral em interpretar um livro com um tão eloquente e tão auto-iludido narrador: "nós nos encontramos mais chocados quando nós percebemos que, no curso de ler o romance, nós temos vindo virtualmente para tolerar a violação que isso apresenta ... nós temos sido seduzidos em coniver na violação, porque nós temos permitido nossas fantasias para aceitarem o que nós sabemos para ser revoltante".
Uma minoria de críticos têm aceitado a versão de Humbert dos eventos ao valor de face. Em 1958, Dorothy Parker descreveu o romance como "a engrossante, angustiante história de um homem, um homem de gosto e cultura, que pode amar apenas pequenas meninas" e Lolita como "uma terrível pequena criatura, egoísta, dura, vulgar, e temperadamente tola". Em 1959, romancista Robertson Davies dispensou o narrador inteiramente, escrevendo que o tema de Lolita "não é a corrupção de uma inocente menina por um astuto adulto, mas a exploração de um fraco adulto por uma corrupta menina. Este não é um tema bonito, mas isso é um com qual assistentes sociais, magistrados e psiquiatras estão familiarizados".
Em seu ensaio sobre stalinismo, Koba the Dread, Martin Amis propõe que Lolita é uma elaborada metáfora para o totalitarismo que destruiu a Rússia da infância de Nabokov (embora Nabokov afirme em seu posfácio que ele "[detesta] símbolos e alegorias"). Amis interpreta isso como uma história de tirania contada do ponto de vista do tirano. "Nabokov, em toda sua ficção, escreve com incomparável penetração sobre desilusão e coerção, sobre crueldade e mentiras," ele diz. "Mesmo Lolita, especialmente Lolita é um estudo em tirania".

## Publicação e recepção
Nabokov terminou Lolita em 6 de dezembro de 1953, cinco anos após inciar isso. Por causa de seu assunto, Nabokov intencionava publicar isso pseudonimamente (embora a anagramática personagem Vivian Darkbloom seria a ponta de fora ao alerta do leitor). O manuscrito foi recusado, com mais ou menos arrependimento, por Viking, Simon & Schuster, New Directions, Farrar, Straus e Doubleday. Após essas recusas e avisos, ele finalmente recorreu para publicação na França. Via seu tradutor, Doussia Ergaz, isso alcançou Maurice Girodias da Olympia Press, "três quartos da [cuja] lista era lixo pornográfico". Desinformado sobre Olympia, com vista em dicas da aprovação de Girodias da conduta de um protagonista que Girodias presumiu que era baseado no autor, e apesar dos avisos de Morris Bishop, seu amigo na Cornell, Nabokov assinou um contrato com Olympia Press para publicação do livro, para vir fora sob seu próprio nome.
Lolita foi publicado em setembro de 1955, como um par de brochados verdes "fervilhando com erros tipográficos". Embora a primeira impressão de 5,000 cópias esgotasse, não houve substanciais revisões. Eventualmente, bem no fim de 1955, Graham Greene, no London Sunday Times, chamou isso de um dos três melhores livros de 1955. Esta declaração provocou uma resposta do London Sunday Express, cujo editor John Gordon chamou isso "o mais imundo livro que eu já tenha lido" e "pura pornografia desenfreada". Oficiais da British Customs foram então instruídos por um Home Office em pânico para apreender todas as cópias entrando no Reino Unido. Em dezembro de 1956, a França seguiu o exemplo, e o Ministro do Interior baniu Lolita; o banimento durou por dois anos. Sua eventual publicação britânica por Weidenfeld & Nicolson em Londres em 1959, foi controversa o suficiente para contribuir para o fim da carreira política do membro Conservador do parlamento Nigel Nicolson, um dos parceiros da companhia.
O romance então apareceu em traduções dinamarquesas e holandesas. Duas edições de uma tradução sueca foram retiradas a pedido do autor.
Apesar da inicial trepidação, não houve resposta oficial nos E.U.A., e a primeira edição americana foi emitida por G. P. Putnam's Sons em agosto de 1958. O livro foi em uma terceira impressão dentro de dias e tornou-se o primeiro desde Gone with the Wind para vender 100,000 cópias em suas primeiras três semanas. Orville Prescott, o influente revisor de livros do New York Times, grandemente desgostou do livro, descrevendo isso como "maçante, maçante, maçante em uma pretensiosa, florida e arcada moda fátua". Esta revisão, entretanto, falhou para influenciar as vendas do livro.
O romance continua para gerar controvérsia hoje como a sociedade moderna tem se tornado crescentemente consciente do duradouro dano criado pelo abuso sexual de menores. Em 2008, um livro inteiro foi publicado sobre os melhores caminhos para ensinar o romance em uma sala de aula de faculdade, dado que "sua particular mistura de estratégias narrativas, prosa alusiva ornada, e problemático assunto, complica sua apresentação para estudantes". Neste livro, um autor exorta professores a notar que o sofrimento de Dolores é notado no livro mesmo se o principal foco seja sobre Humbert. Muitos críticos descrevem Humbert como um estuprador, notadamente Azar Nafisi em seu best-selling Reading Lolita in Tehran, embora em uma pesquisa de críticos David Larmour notasse que outros interpretes do romance têm sido relutantes para usar aquele termo. Perto do fim do romance, Humbert acusa a si mesmo, como notado na sinopse do enredo acima, de estupro estatutário. Entretanto, o biógrafo de Nabokov, Brian Boyd, nega que isso foi estupro "em qualquer sentido comum", nos motivos que "isso é ela que sugere que eles tentaram fora o atrevido truque" qual ela já tinha aprendido no acampamento de verão. Esta perspectiva é vigorosamente disputada por Peter Rabinowitz em seu ensaio "Lolita: Solipsized or Sodomized?".
Em 1998, Lolita veio em quarto em uma lista pela Modern Library dos maiores romances em língua inglesa do século XX.

## Adaptações

Sue Lyon interpretou Lolita no filme de 1962. Sua idade foi elevada de 12 no romance para 16 no filme para evitar controvérsia adicional.